# アルテミス1号

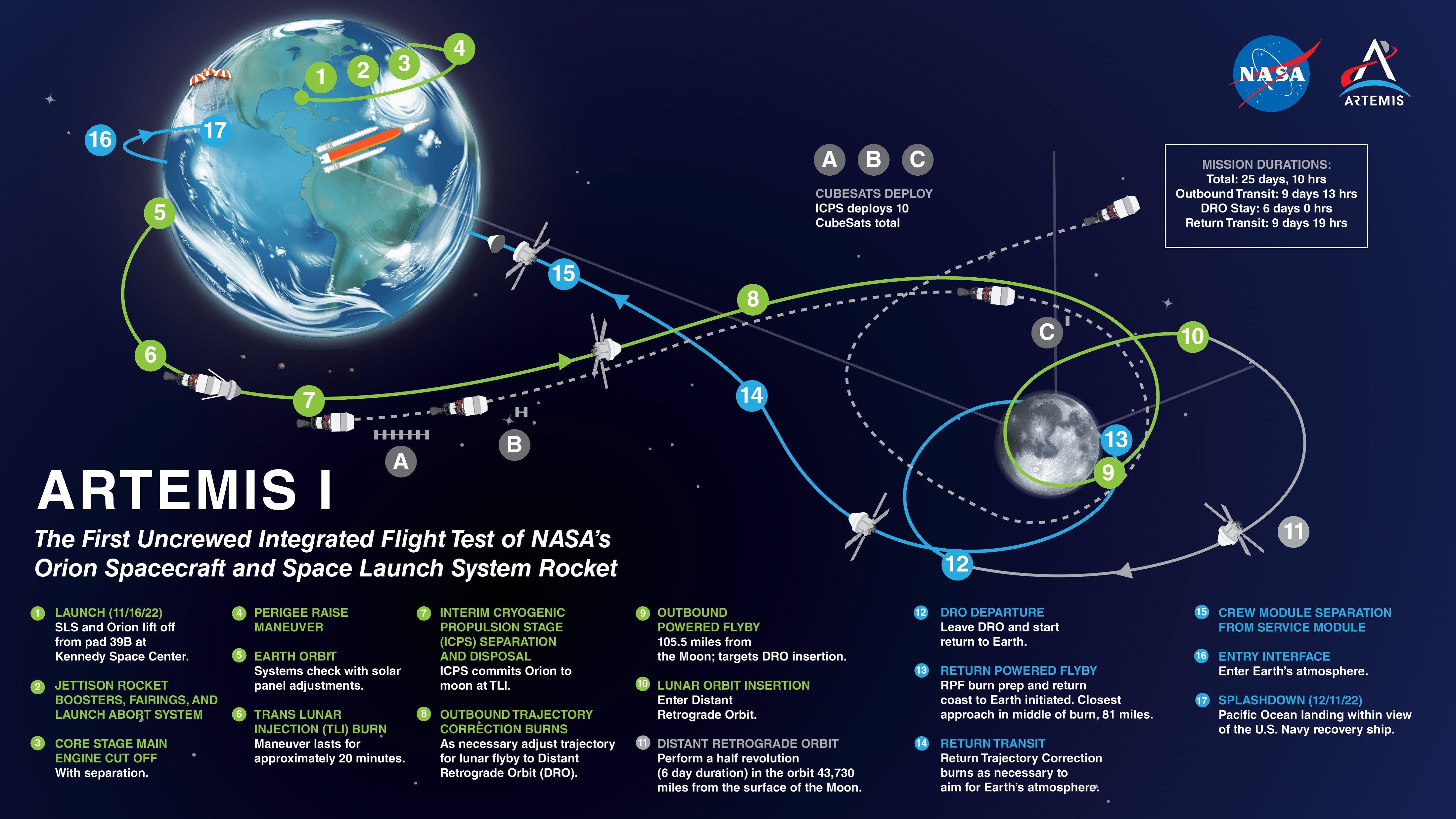
2021年に計画された概要図

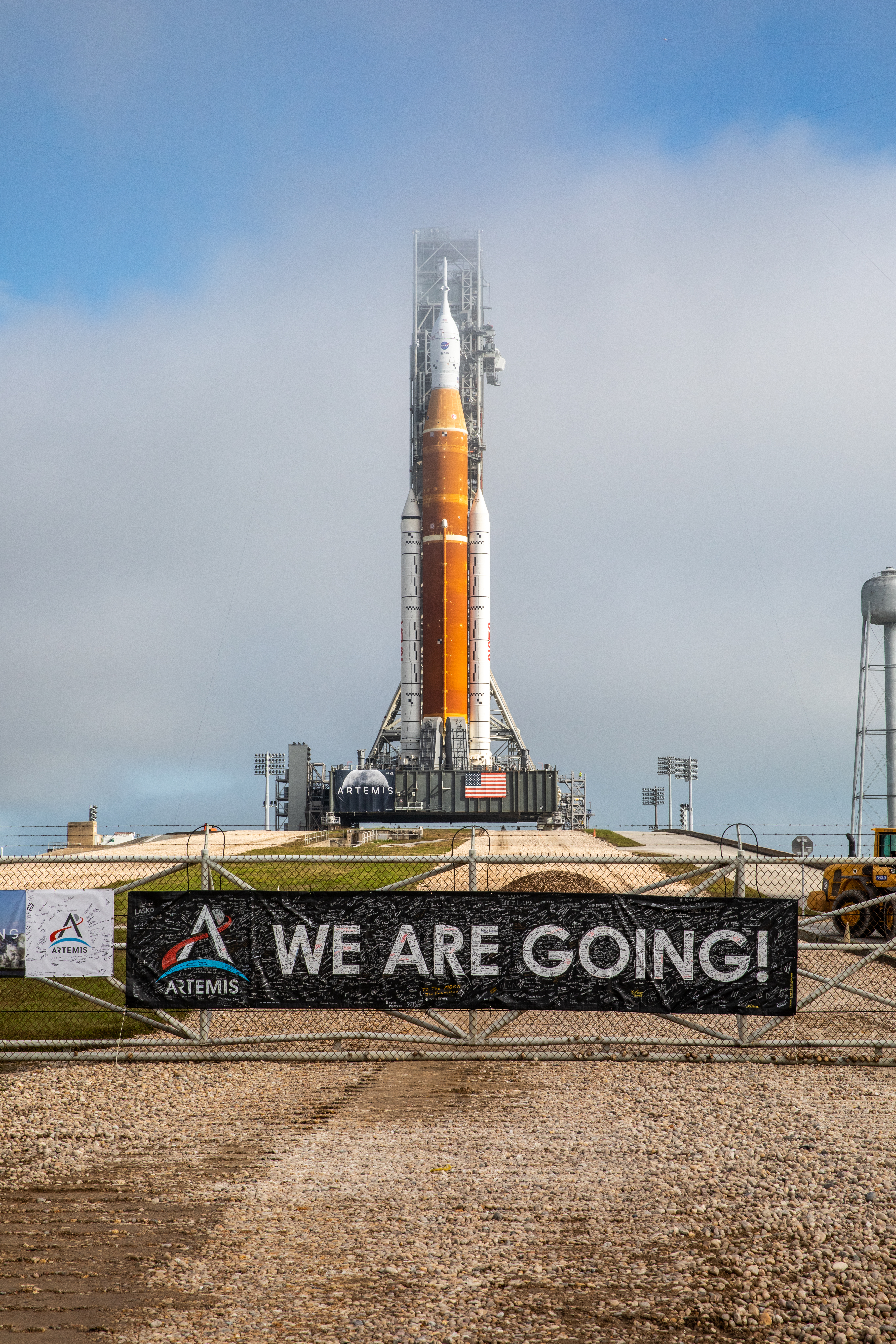
2022年3月18日、ウェットドレスリハーサルに向け、LC-39B発射台に設置されたアルテミス1

アルテミス1号（アルテミス1ごう、英: Artemis I、旧称：Exploration Mission-1）はアルテミス計画の一番最初にあたるミッションのこと。無人飛行試験として打ち上げられるオリオン宇宙船と宇宙発射システム（SLS）ロケットのこともさす。

## 概要
本ミッションでは月周回軌道への到達、6日間の月周回後、地球帰還までの安全性を検証することが目的。無人の有人宇宙船試験機には、NASAと所縁の深いキャラクター、スヌーピーなどが搭乗する予定。
JAXAのOMOTENASHIや東京大学中須賀・船瀬研究室とJAXA共同のEQUULEUSといった10基のCubeSatも同時に打ち上げられる。

## 打ち上げ
当初の予定では2018年後半に打ち上げる目標だったが、溶接問題での遅延が発覚し、2020年6月に変更された。
しかし度々延期され、具体的な日付が設定されたのは2022年8月29日、日本時間の21時33分にアメリカ合衆国のフロリダ州にある、NASAのケネディ宇宙センター内にあるLC-39B発射台から打ち上げられる予定だった。当日になって、エンジンの不具合が発覚し、打ち上げは再び延期された。NASAによれば、アルテミス1号の3番エンジンの液体窒素が指定の温度に保つ事ができず、打ち上げを見送りした。
打ち上げに適した次回の日程は9月2日と思われたが、8月29日時点では、打ち上げに関する新たな情報はまだ発表されていなかった。その後、打ち上げ予定日時は9月3日18時17分（UTC、日本時間9月4日3時17分）に設定された。
さらに、現地時間9月3日11時17分ごろに、ロケットのコアステージに推進剤を装填している際に、液体水素の漏れが発生し、再び打ち上げを見送りとした。その後、打ち上げ予定日は9月23日か27日になることが発表されたが、繰り返し延期があり、9月27日（予備日10月2日）と発表された。さらにこれもハリケーン接近のおそれが出てきたために見送られ、その後は11月12日から27日にかけての打ち上げ可能期間を目指すことになった。NASAは新たな打ち上げ予定日を11月14日に設定したが、またもトロピカルストームの接近のために11月16日（予備日11月19日）に変更した。
ようやく、2022年11月16日、東部標準時間午前1時47分（日本時間午後3時47分）、フロリダ州のケネディ宇宙センターLC-39B発射台から打ち上げられた。

## 相乗りキューブサット
- ArgoMoon (ASI) - 太陽周回軌道、技術試験衛星
- BioSentinel (NASA) - 太陽周回軌道、宇宙生物学
- CuSP (NASA) - 太陽周回軌道、宇宙天気予報
- EQUULEUS (東京大学) - 地球-月ラグランジュ点L2、地球観測衛星
- LunaH-Map (NASA) - 月周回軌道、月探査機
- Lunar IceCube (NASA) - 月周回軌道、月探査機
- LunIR (ロッキード・マーティン) - 太陽周回軌道、技術試験衛星
- Near-Earth Asteroid Scout（英語版） (NASA) - 太陽周回軌道、技術試験衛星
- OMOTENASHI (JAXA) - 月周回軌道、月着陸機
- Team Miles (Fluid & Reason) - 太陽周回軌道、技術試験衛星

## 行程

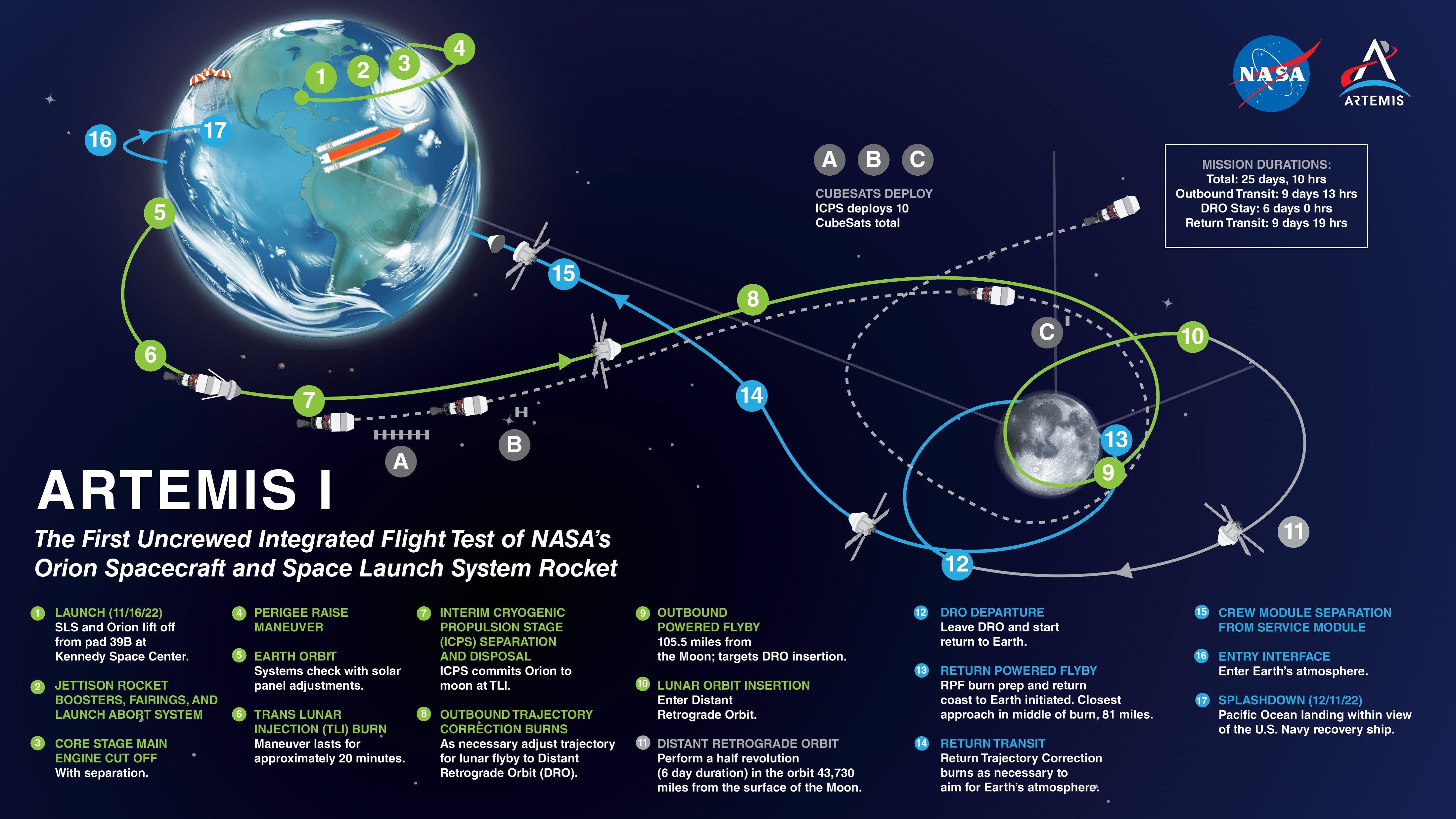
2021年に計画された概要図

https://astropics.bookbright.co.jp/artemis-i
1. 11月16日：リフトオフ
2. LAS等投棄
3. メインエンジン停止、1段分離
4. 軌道マヌーバ
5. (18分9秒後)：周回軌道。太陽電池展開
6. 2段点火。月遷移軌道に移行
7. 2段分離。
8. OTC点火、DROへの移行開始
9. (1時間57分36秒後)：月へのフライバイ
10. 11月21日(6日目)：月周回軌道へ
11. 11月25日(10日目)：DRO(遠方逆行軌道)
12. 12月1日(16日目)：DRO離脱
13. 帰還フライバイ
14. リターントランジット
15. 12月11日(26日目)：サービスモジュールからクルーモジュール分離
16. 大気圏に再突入
17. 太平洋に着水